# Crotalaria pentaphylla
Crotalaria pentaphylla är en ärtväxtart som beskrevs av Baker f.. Crotalaria pentaphylla ingår i släktet sunnhampor, och familjen ärtväxter. Inga underarter finns listade i Catalogue of Life.